# Список сезонов хоккейного клуба «Крылья Советов» (Москва)
Статистика сезонов хоккейного клуба «Крылья Советов» Москва
«Крылья Советов» — хоккейный клуб из Москвы. В нижеприведённый список входит статистика выступлений «Крылья Советов» в национальных хоккейных турнирах за всю историю команды, а также лучшие бомбардиры клуба по итогам каждого сезона. Клуб по два раза выигрывал чемпионат и Кубок СССР, по одному разу становился обладателем Кубка Лиги и Кубок Федерации.
Условные обозначения:
- И = Игры
- В = Выигрыш
- ВО = Выигрыш в овертайме
- ВБ = Выигрыш по буллитам
- Н = Ничья
- П = Поражение
- ПО = Поражение в овертайме
- ПБ = Поражение по буллитам
- ЗШ = Забито шайб
- ПШ = Пропущено шайб
- О = Очки
- Понижение в классе
- Повышение в классе

| Победитель/Обладатель Кубка | Вице-чемпион/Финалист Кубка | Бронзовый призер |

Для лучших бомбардиров клуба жирным шрифтом отмечается лучший бомбардир сезона.
| Сезон   | Соревнование           | Первый этап регулярного сезона | Первый этап регулярного сезона | Первый этап регулярного сезона | Первый этап регулярного сезона | Первый этап регулярного сезона | Первый этап регулярного сезона | Первый этап регулярного сезона | Первый этап регулярного сезона | Первый этап регулярного сезона | Второй этап регулярного сезона  | Второй этап регулярного сезона | Второй этап регулярного сезона | Второй этап регулярного сезона | Второй этап регулярного сезона | Второй этап регулярного сезона | Второй этап регулярного сезона | Второй этап регулярного сезона | Второй этап регулярного сезона |              | | Лучший бомбардир                                        |
| Сезон   | Соревнование           |                                | Место                          | И                              | В                              | Н                              | П                              | ЗШ                             | ПШ                             | О                              |                                 | Место                          | И                              | В                              | Н                              | П                              | ЗШ                             | ПШ                             | О                              |              | | Лучший бомбардир                                        |
| ------- | ---------------------- | ------------------------------ | ------------------------------ | ------------------------------ | ------------------------------ | ------------------------------ | ------------------------------ | ------------------------------ | ------------------------------ | ------------------------------ | ------------------------------- | ------------------------------ | ------------------------------ | ------------------------------ | ------------------------------ | ------------------------------ | ------------------------------ | ------------------------------ | ------------------------------ | ------------ | --- | ------------------------------------------------------- |
| 1947/48 | Класс А                |                                | 6                              | 18                             | 7                              | 2                              | 9                              | 49                             | 62                             | 16                             | Не проводился                   | Не проводился                  | Не проводился                  | Не проводился                  | Не проводился                  | Не проводился                  | Не проводился                  | Не проводился                  | Не проводился                  |              | | Алексей Гурышев-21                                      |
| 1949    | Класс А                |                                | 4                              | 18                             | 10                             | 3                              | 5                              | 62                             | 40                             | 23                             | Не проводился                   | Не проводился                  | Не проводился                  | Не проводился                  | Не проводился                  | Не проводился                  | Не проводился                  | Не проводился                  | Не проводился                  |              | | Алексей Гурышев-29                                      |
| 1950    | Класс А                |                                | 3                              | 22                             | 16                             | 2                              | 4                              | 93                             | 37                             | 34                             | Не проводился                   | Не проводился                  | Не проводился                  | Не проводился                  | Не проводился                  | Не проводился                  | Не проводился                  | Не проводился                  | Не проводился                  |              | | Алексей Гурышев-27                                      |
| 1951    | Класс А                | Подгруппа А                    | 2                              | 5                              | 4                              | 0                              | 1                              | 31                             | 9                              | 8                              | За 1-6 места                    | 3                              | 10                             | 6                              | 1                              | 3                              | 41                             | 23                             | 13                             | Кубок СССР   | Выиграли в 1/8 финала 4:3 у ЦДКА-2. Выиграли в 1/4 финала 9:0 у «Дзержинца». Выиграли в 1/2 финала 4:3 у «Динамо Мс». Выиграли в финале 4:3 у ВВС МВО.                                 | Алексей Гурышев-20                                      |
| 1952    | Класс А                | Подгруппа А                    | 1                              | 6                              | 5                              | 1                              | 0                              | 37                             | 13                             | 11                             | За 1-6 места                    | 4                              | 10                             | 4                              | 1                              | 5                              | 40                             | 31                             | 9                              | Кубок СССР   | Выиграли в 1/8 финала 11:2 у «Динамо» Л. Выиграли в 1/4 финала 21:0 у «Науки» Пз. Выиграли в 1/2 финала 4:1 у ЦДСА. Проиграли в финале 5:6 ВВС МВО.                                    | Алексей Гурышев-21                                      |
| 1953    | Класс А                | Подгруппа Б                    | 1                              | 5                              | 5                              | 0                              | 0                              | 53                             | 9                              | 10                             | За 1-9 места                    | 4                              | 16                             | 10                             | 4                              | 2                              | 102                            | 32                             | 24                             | Кубок СССР   | Выиграли в 1/16 финала 31:0 у «Калева». Выиграли в 1/8 финала 4:1 у ОДО Н. Выиграли в 1/4 финала 14:3 у Ст. ДК им. К.Маркса. Проиграли в 1/2 финала 0:6 ЦДСА.                          | Алексей Гурышев-26                                      |
| 1954    | Класс А                |                                | 3                              | 16                             | 10                             | 3                              | 3                              | 93                             | 41                             | 23                             | Не проводился                   | Не проводился                  | Не проводился                  | Не проводился                  | Не проводился                  | Не проводился                  | Не проводился                  | Не проводился                  | Не проводился                  | Кубок СССР   | Выиграли в 1/4 финала 6:1 у «Авангарда Ч». Выиграли в 1/2 финала 6:0 у ОДО Л. Проиграли финал 2:3 ЦДСА.                                                                                | Алексей Гурышев-30                                      |
| 1955    | Класс А                |                                | 2                              | 18                             | 15                             | 0                              | 3                              | 143                            | 26                             | 30                             | Не проводился                   | Не проводился                  | Не проводился                  | Не проводился                  | Не проводился                  | Не проводился                  | Не проводился                  | Не проводился                  | Не проводился                  | Кубок СССР   | Выиграли в 1/8 финала 21:1 у «Динамо Тн». Выиграли в 1/4 финала 2:0 у «Химика». Проиграли в 1/2 финала 1:5 ЦСК МО.                                                                     | Алексей Гурышев-41                                      |
| 1956    | Класс А                |                                | 2                              | 28                             | 25                             | 1                              | 2                              | 207                            | 46                             | 51                             | Не проводился                   | Не проводился                  | Не проводился                  | Не проводился                  | Не проводился                  | Не проводился                  | Не проводился                  | Не проводился                  | Не проводился                  | Кубок СССР   | Выиграли в 1/8 финала 9:1 у ДК им. К.Маркса. Выиграли в 1/4 финала 10:3 у «Динамо Н». Проиграли в 1/2 финала 2:4 ЦСК МО.                                                               | Владимир Гребенников-46                                 |
| 1957    | Класс А                |                                | 1                              | 30                             | 29                             | 0                              | 1                              | 186                            | 47                             | 58                             | Не проводился                   | Не проводился                  | Не проводился                  | Не проводился                  | Не проводился                  | Не проводился                  | Не проводился                  | Не проводился                  | Не проводился                  |              | | Алексей Гурышев-32                                      |
| 1958    | Класс А                | Подгруппа Г                    | 1                              | 4                              | 3                              | 1                              | 0                              | 28                             | 9                              | 7                              | За 1-8 места                    | 2                              | 28                             | 24                             | 1                              | 3                              | 168                            | 74                             | 49                             |              | | Алексей Гурышев-40                                      |
| 1959    | Класс А                |                                | 3                              | 27                             | 18                             | 4                              | 5                              | 107                            | 63                             | 40                             | Не проводился                   | Не проводился                  | Не проводился                  | Не проводился                  | Не проводился                  | Не проводился                  | Не проводился                  | Не проводился                  | Не проводился                  |              | | Алексей Гурышев-15                                      |
| 1960    | Класс А                | Подгруппа А                    | 2                              | 25                             | 14                             | 3                              | 8                              | 111                            | 87                             | 31                             | Не проводился                   | Не проводился                  | Не проводился                  | Не проводился                  | Не проводился                  | Не проводился                  | Не проводился                  | Не проводился                  | Не проводился                  | Плей-офф     | Выиграли в 1/8 финала 2:0 у «Спартака С». Выиграли в 1/4 финала 2:0 у СКА Л. Проиграли в 1/2 финала 0:2 ЦСКА Выиграли матч за 3 место 2:0 у «Локомотива М».                            | Владимир Гребенников-24                                 |
| 1961    | Класс А                | Подгруппа А                    | 1                              | 18                             | 13                             | 4                              | 1                              | 98                             | 39                             | 30                             | За 1-6 места                    | 4                              | 15                             | 7                              | 0                              | 8                              | 48                             | 45                             | 14                             | Кубок СССР   | Проиграли серию в 1/8 финала 1-2(5:3,3:6,3:7) СКА МВО К. | Алексей Гурышев-19                                      |
| 1962    | Класс А                |                                | 5                              | 38                             | 27                             | 3                              | 8                              | 193                            | 99                             | 57                             | Не проводился                   | Не проводился                  | Не проводился                  | Не проводился                  | Не проводился                  | Не проводился                  | Не проводился                  | Не проводился                  | Не проводился                  |              | | Евгений Грошев-38                                       |
| 1963    | Класс А                |                                | 8                              | 19                             | 11                             | 1                              | 7                              | 77                             | 70                             | 23                             | За 1-10 места                   | 6                              | 18                             | 7                              | 4                              | 7                              | 68                             | 63                             | 18                             |              | | Евгений Грошев-21                                       |
| 1964    | Первая группа класса А |                                | 7                              | 36                             | 11                             | 4                              | 21                             | 105                            | 147                            | 26                             | Не проводился                   | Не проводился                  | Не проводился                  | Не проводился                  | Не проводился                  | Не проводился                  | Не проводился                  | Не проводился                  | Не проводился                  |              | | Евгений Грошев-21                                       |
| 1965    | Первая группа класса А |                                | 6                              | 36                             | 14                             | 4                              | 18                             | 107                            | 119                            | 32                             | Не проводился                   | Не проводился                  | Не проводился                  | Не проводился                  | Не проводился                  | Не проводился                  | Не проводился                  | Не проводился                  | Не проводился                  |              | | Владимир Васильев-16                                    |
| 1966    | Первая группа класса А |                                | 6                              | 36                             | 13                             | 8                              | 15                             | 128                            | 143                            | 34                             | Не проводился                   | Не проводился                  | Не проводился                  | Не проводился                  | Не проводился                  | Не проводился                  | Не проводился                  | Не проводился                  | Не проводился                  | Кубок СССР   | Выиграли в 1/64 финала 8:0 у «Полиграфмаша». Выиграли в 1/32 финала +:- у «Труда Зг». Проиграли в 1/16 финала 1:3 «Молоту».                                                            | Владимир Васильев-20                                    |
| 1967    | Первая группа класса А |                                | 5                              | 44                             | 23                             | 4                              | 17                             | 164                            | 142                            | 50                             | Не проводился                   | Не проводился                  | Не проводился                  | Не проводился                  | Не проводился                  | Не проводился                  | Не проводился                  | Не проводился                  | Не проводился                  | Кубок СССР   | Выиграли в 1/16 финала 7:1 у «Машиностроителя Зл». Выиграли в 1/8 финала 3:1 у «Торпедо Г». Проиграли в 1/4 финала 5:10 «Спартаку М».                                                  | Евгений Грошев-17                                       |
| 1968    | Первая группа класса А |                                | 8                              | 44                             | 16                             | 6                              | 22                             | 139                            | 173                            | 38                             | Не проводился                   | Не проводился                  | Не проводился                  | Не проводился                  | Не проводился                  | Не проводился                  | Не проводился                  | Не проводился                  | Не проводился                  | Кубок СССР   | Выиграли в 1/32 финала 5:2 у «Трактора». Выиграли в 1/16 финала 6:4 у СКА МВО К. Проиграли в 1/8 финала 2:3 «Торпедо Г».                                                               | Евгений Грошев-23                                       |
| 1969    | Первая группа класса А |                                | 6                              | 22                             | 10                             | 3                              | 9                              | 82                             | 83                             | 23                             | За 1-6 места                    | 6                              | 30                             | 3                              | 4                              | 23                             | 89                             | 181                            | 10                             | Кубок СССР   | Выиграли в 1/16 финала 8:6 у «Каучука». Выиграли в 1/8 финала 8:3 у «Ермака». Выиграли в 1/4 финала +:- у «Молота». Проиграли в 1/2 финала 3:8 ЦСКА.                                   | Владимир Расько-26                                      |
| 1970    | Первая группа класса А |                                | 8                              | 44                             | 14                             | 7                              | 23                             | 126                            | 182                            | 35                             | Не проводился                   | Не проводился                  | Не проводился                  | Не проводился                  | Не проводился                  | Не проводился                  | Не проводился                  | Не проводился                  | Не проводился                  | Кубок СССР   | Выиграли в 1/8 финала 3:2 у «Молота». Проиграли в 1/4 финала 2:6 «Спартаку М». | Владимир Расько-19                                      |
| 1971    | Высшая лига            |                                | 6                              | 40                             | 16                             | 4                              | 20                             | 125                            | 163                            | 36                             | Не проводился                   | Не проводился                  | Не проводился                  | Не проводился                  | Не проводился                  | Не проводился                  | Не проводился                  | Не проводился                  | Не проводился                  | Кубок СССР   | Проиграли в 1/8 финала 1:3 «Спутнику». | Владимир Васильев-31 (24+7)                             |
| 1972    | Высшая лига            |                                | 4                              | 32                             | 15                             | 2                              | 15                             | 112                            | 121                            | 32                             | Не проводился                   | Не проводился                  | Не проводился                  | Не проводился                  | Не проводился                  | Не проводился                  | Не проводился                  | Не проводился                  | Не проводился                  | Кубок СССР   | Проиграли в 1/8 финала 1:3 «Динамо Р». | Вячеслав Анисин-27 (19+8)                               |
| 1973    | Высшая лига            |                                | 3                              | 32                             | 18                             | 4                              | 10                             | 137                            | 106                            | 40                             | Не проводился                   | Не проводился                  | Не проводился                  | Не проводился                  | Не проводился                  | Не проводился                  | Не проводился                  | Не проводился                  | Не проводился                  | Кубок СССР   | Выиграли в 1/8 финала 5:3 у «Молота». Выиграли в 1/4 финала 5:3 у СКА Л. Проиграли в 1/2 финала 4:5 ЦСКА.                                                                              | Вячеслав Анисин-28 (21+7)                               |
| 1974    | Высшая лига            |                                | 1                              | 32                             | 24                             | 3                              | 5                              | 162                            | 87                             | 51                             | Не проводился                   | Не проводился                  | Не проводился                  | Не проводился                  | Не проводился                  | Не проводился                  | Не проводился                  | Не проводился                  | Не проводился                  | Кубок СССР   | Выиграли в 1/8 финала +:- у «Торпедо Мн». Выиграли в 1/4 финала 8:4 у «Кристалла С». Выиграли в 1/2 финала 5:1 у «Химика». Выиграли в финале 4:3 у «Динамо Мс».                        | Вячеслав Анисин-48 (22+26)                              |
| 1975    | Высшая лига            |                                | 2                              | 36                             | 21                             | 3                              | 12                             | 185                            | 134                            | 45                             | Не проводился                   | Не проводился                  | Не проводился                  | Не проводился                  | Не проводился                  | Не проводился                  | Не проводился                  | Не проводился                  | Не проводился                  |              | | Александр Бодунов-39 (31+8)                             |
| 1976    | Высшая лига            |                                | 4                              | 36                             | 20                             | 0                              | 16                             | 163                            | 145                            | 40                             | Не проводился                   | Не проводился                  | Не проводился                  | Не проводился                  | Не проводился                  | Не проводился                  | Не проводился                  | Не проводился                  | Не проводился                  | Кубок СССР   | Выиграли в 1/4 финала 6:4 у «Динамо Р». Проиграли в 1/2 финала 3:10 ЦСКА. | Сергей Котов-40 (24+16)                                 |
| 1977    | Высшая лига            |                                | 7                              | 36                             | 14                             | 5                              | 17                             | 120                            | 137                            | 33                             | Не проводился                   | Не проводился                  | Не проводился                  | Не проводился                  | Не проводился                  | Не проводился                  | Не проводился                  | Не проводился                  | Не проводился                  |              | | Александр Бодунов-44 (28+16)                            |
| 1978    | Высшая лига            |                                | 3                              | 36                             | 17                             | 6                              | 13                             | 146                            | 138                            | 40                             | Не проводился                   | Не проводился                  | Не проводился                  | Не проводился                  | Не проводился                  | Не проводился                  | Не проводился                  | Не проводился                  | Не проводился                  | Кубок СССР   | Не вышли из группы 2: Выиграли 6:2 у «Дизелиста». Проиграли 2:5 «Динамо Мн». Выиграли 8:3 у «СК им. Урицкого». Выиграли 5:1 у «Динамо Мс». Ничья 2:2 с «Автомобилистом».               | Юрий Лебедев-46 (19+27)                                 |
| 1979    | Высшая лига            |                                | 4                              | 44                             | 20                             | 7                              | 17                             | 166                            | 151                            | 47                             | Не проводился                   | Не проводился                  | Не проводился                  | Не проводился                  | Не проводился                  | Не проводился                  | Не проводился                  | Не проводился                  | Не проводился                  | Кубок СССР   | Не вышли из группы : Выиграли 6:4 у «Бинокора Тш». Выиграли 14:3 у «Молота». Ничья 4:4 с «Салават Юлаев».                                                                              | Юрий Лебедев-48 (18+30)                                 |
| 1980    | Высшая лига            |                                | 4                              | 44                             | 22                             | 5                              | 17                             | 172                            | 149                            | 49                             | Не проводился                   | Не проводился                  | Не проводился                  | Не проводился                  | Не проводился                  | Не проводился                  | Не проводился                  | Не проводился                  | Не проводился                  |              | | Юрий Лебедев-42 (14+28)                                 |
| 1981    | Высшая лига            |                                | 7                              | 44                             | 19                             | 7                              | 18                             | 143                            | 146                            | 45                             | За 7-12 места Переходный турнир | 9                              | 56                             | 24                             | 7                              | 25                             | 203                            | 203                            | 55                             |              | | Юрий Лебедев-38 (17+21)                                 |
| 1982    | Высшая лига            |                                | 9                              | 44                             | 13                             | 4                              | 27                             | 140                            | 215                            | 30                             | За 9-12 места Переходный турнир | 10                             | 60                             | 24                             | 4                              | 32                             | 224                            | 272                            | 52                             |              | | Сергей Котов-30 (17+13)                                 |
| 1983    | Высшая лига            |                                | 7                              | 44                             | 15                             | 6                              | 23                             | 113                            | 145                            | 36                             | За 5-8 места                    | 7                              | 56                             | 23                             | 7                              | 26                             | 167                            | 184                            | 53                             |              | | Игорь Ромашин-37 (20+7)                                 |
| 1984    | Высшая лига            |                                | 7                              | 44                             | 19                             | 5                              | 20                             | 142                            | 141                            | 43                             | Не проводился                   | Не проводился                  | Не проводился                  | Не проводился                  | Не проводился                  | Не проводился                  | Не проводился                  | Не проводился                  | Не проводился                  |              | | Сергей Пряхин-31 (18+13)                                |
| 1985    | Высшая лига            |                                | 10                             | 22                             | 6                              | 4                              | 12                             | 73                             | 96                             | 16                             | За 9-12 места Переходный турнир | 9                              | 50                             | 28                             | 2                              | 20                             | 215                            | 187                            | 58                             |              | | Сергей Пряхин-23 (14+9)                                 |
| 1986    | Высшая лига            |                                | 9                              | 22                             | 7                              | 4                              | 11                             | 64                             | 74                             | 18                             |                                 | 7                              | 40                             | 15                             | 8                              | 17                             | 123                            | 131                            | 38                             |              | | Юрий Хмылев-33 (24+9)                                   |
| 1987    | Высшая лига            |                                | 4                              | 40                             | 17                             | 8                              | 15                             | 126                            | 118                            | 42                             | Не проводился                   | Не проводился                  | Не проводился                  | Не проводился                  | Не проводился                  | Не проводился                  | Не проводился                  | Не проводился                  | Не проводился                  | Кубок СССР   | Выиграли серию в 1/16 финала 2-0(3:5,6:1) у «Динамо Х». Проиграли серию в 1/8 финала 0-2(1:3,2:3) «Трактору».                                                                          | Сергей Пряхин-32 (12+20)                                |
| 1988    | Высшая лига            |                                | 2                              | 26                             | 16                             | 1                              | 9                              | 102                            | 80                             | 33                             |                                 | 4                              | 18                             | 9                              | 5                              | 4                              | 63                             | 43                             | 23                             | Плей-офф     | Проиграли серию в 1/2 финала 1-2(2:2(2:1б),4:4(1:3б),4:4(0:2б)) ЦСКА. Проиграли серию за 3 место 0-2(5:6,3:5) «Динамо Мс».                                                             | Александр Кожевников-45 (25+20)                         |
| 1989    | Высшая лига            |                                | 3                              | 28                             | 14                             | 5                              | 9                              | 90                             | 74                             | 33                             |                                 | 3                              | 36                             | 18                             | 9                              | 9                              | 113                            | 84                             | 45                             | Кубок Лиги   | Выиграли серию в 1/4 финала 2-1(3:6,6:5,9:5) у «Автомобилиста». Выиграли серию в 1/2 финала 2-0(6:4,2:1) у «Химика». Выиграли серию в финале 2-0(4:2,4:1) у «Динамо Мс».               | Юрий Хмылев-34 (16+18)                                  |
| 1990    | Высшая лига            |                                | 6                              | 30                             | 13                             | 8                              | 9                              | 98                             | 90                             | 34                             |                                 | 6                              | 48                             | 19                             | 12                             | 17                             | 143                            | 153                            | 50                             |              | | Сергей Немчинов-34 (17+16)                              |
| 1991    | Высшая лига            |                                | 4                              | 28                             | 17                             | 3                              | 8                              | 103                            | 78                             | 37                             |                                 | 3                              | 46                             | 28                             | 5                              | 13                             | 170                            | 124                            | 61                             |              | | Сергей Немчинов-45 (21+24)                              |
| 1992    | Высшая лига            |                                | 3                              | 30                             | 18                             | 2                              | 10                             | 113                            | 86                             | 38                             | Группа Б                        | 4                              | 6                              | 0                              | 1                              | 5                              | 9                              | 20                             | 1                              | Плей-офф     | Проиграли серию за 5 место 1-3(2:4,3:0,1:2,1:3) «Торпедо НН». Выиграли серию за 7 место 2-1(3:2,3:4,3:2) у «Торпедо УК».                                                               | Юрий Хмылев-36 (19+17)                                  |
| 1993    | МХЛ                    | Первая группа                  | 2                              | 20                             | 11                             | 3                              | 6                              | 53                             | 38                             | 25                             | Западная конференция            | 2                              | 42                             | 25                             | 4                              | 13                             | 127                            | 93                             | 54                             | Плей-офф     | Выиграли серию в 1/8 финала 2-1(2:3,5:4(о),3:0) у «Автомобилиста». Выиграли серию в 1/4 финала 2-0((3:3(3:2б),4:1) у «Авангарда». Проиграли серию в 1/2 финала 0-2(1:2(о),0:2) «Ладе». | Андрей Потайчук-35 (25+14)                              |
| 1994    | МХЛ                    |                                | 10                             | 46                             | 22                             | 5                              | 19                             | 140                            | 110                            | 49                             | Не проводился                   | Не проводился                  | Не проводился                  | Не проводился                  | Не проводился                  | Не проводился                  | Не проводился                  | Не проводился                  | Не проводился                  | Кубок МХЛ    | Проиграли серию в 1/8 финала 1-2(3:6,5:1,6:1) «Спартаку М». | Сергей Золотов-33 (16+17)                               |
| 1995    | МХЛ                    | Западная зона                  | 2                              | 52                             | 30                             | 8                              | 14                             | 173                            | 120                            | 68                             | Не проводился                   | Не проводился                  | Не проводился                  | Не проводился                  | Не проводился                  | Не проводился                  | Не проводился                  | Не проводился                  | Не проводился                  | Плей-офф     | Выиграли серию в 1/8 финала 2-0(7:0,7:2) у «Торпедо УК». Проиграли серию в 1/4 финала 0-2(3:4,2:4) «Металлургу Мг».                                                                    | Сергей Золотов-40 (14+34)                               |
| 1995    | ИХЛ (англ.)            | Southwest                      | 5                              | 17                             | 1                              | 2                              | 14                             | 37                             | 89                             | 4                              |                                 |                                |                                |                                |                                |                                |                                |                                |                                |              | |                                                         |
| 1996    | МХЛ                    | Западная зона                  | 8                              | 26                             | 14                             | 2                              | 10                             | 82                             | 62                             | 30                             | За 15-28 места                  | 17                             | 26                             | 18                             | 0                              | 8                              | 89                             | 41                             | 43(7)                          | Кубок МХЛ    | Не попали | Александр Королюк-49 (30+19)                            |
| 1997    | Суперлига              | Западная зона                  | 4                              | 24                             | 12                             | 3                              | 9                              | 83                             | 61                             | 27                             |                                 | 9                              | 38                             | 17                             | 4                              | 17                             | 112                            | 105                            | 38                             | Плей-офф     | Проиграли серию в 1/8 финала 0-2(3:4,1:7) «Рубину». | Алексей Морозов-33 (21+12)                              |
| 1998    | Суперлига              | Западная зона                  | 9                              | 26                             | 11                             | 1                              | 14                             | 57                             | 66                             | 23                             |                                 | 18                             | 46                             | 17                             | 2                              | 27                             | 99                             | 132                            | 36                             | Кубок России | Не попали | Александр Трофимов-19 (8+11) Валентин Морозов-19 (5+14) |
| 1999    | Суперлига              |                                | 17                             | 42                             | 12                             | 10                             | 20                             | 83                             | 114                            | 34                             | Переходный турнир               | 12                             | 22                             | 3                              | 2                              | 17                             | 38                             | 77                             | 8                              | Плей-офф     | Не попали | Александр Савченков-27 (12+15)                          |

| Сезон | Соревнование | Первый этап регулярного сезона | Первый этап регулярного сезона | Первый этап регулярного сезона | Первый этап регулярного сезона | Первый этап регулярного сезона | Первый этап регулярного сезона | Первый этап регулярного сезона | Первый этап регулярного сезона | Первый этап регулярного сезона | Первый этап регулярного сезона | Первый этап регулярного сезона | Второй этап регулярного сезона | Второй этап регулярного сезона | Второй этап регулярного сезона | Второй этап регулярного сезона | Второй этап регулярного сезона | Второй этап регулярного сезона | Второй этап регулярного сезона | Второй этап регулярного сезона | Второй этап регулярного сезона | Второй этап регулярного сезона |                 | | Лучший бомбардир          |
| Сезон | Соревнование |                                | Место                          | И                              | В                              | ВО                             | Н                              | ПО                             | П                              | ЗШ                             | ПШ                             | О                              | Место                          | И                              | В                              | ВО                             | Н                              | ПО                             | П                              | ЗШ                             | ПШ                             | О                              |                 | | Лучший бомбардир          |
| ----- | ------------ | ------------------------------ | ------------------------------ | ------------------------------ | ------------------------------ | ------------------------------ | ------------------------------ | ------------------------------ | ------------------------------ | ------------------------------ | ------------------------------ | ------------------------------ | ------------------------------ | ------------------------------ | ------------------------------ | ------------------------------ | ------------------------------ | ------------------------------ | ------------------------------ | ------------------------------ | ------------------------------ | ------------------------------ | --------------- | --- | ------------------------- |
| 2000  | Высшая лига  | Западная зона                  | 7                              | 44                             | 17                             | 0                              | 4                              | 1                              | 22                             | 120                            | 121                            | 56                             | Не попали                      | Не попали                      | Не попали                      | Не попали                      | Не попали                      | Не попали                      | Не попали                      | Не попали                      | Не попали                      | Не попали                      | Кубок Федерации | Заняли 2 место в Западной зоне: Сыграли : 1:4,3:2 с «ХК Воронеж». 2:2, 2:3 с ХК ЦСКА. 1:3, 4:0 с «Спартак СПб». 3:2, 7:3 с «ТХК». Выиграли серию в 1/4 финала 4:0, 1:1 у «ХК Липецк». Выиграли серию в 1/2 финала 2:2, 3:2 у «ХК Воронеж». Выиграли серию в финале 3:6, 3:1 (3:2б) у «Носты-Южный Урал». | Сергей Шилов-36 (20+16)   |
| 2001  | Высшая лига  | Западная зона                  | 2                              | 44                             | 30                             | 3                              | 5                              | 0                              | 6                              | 198                            | 88                             | 101                            | 2                              | 14                             | 11                             | 0                              | 2                              | 0                              | 1                              | 58                             | 25                             | 35                             |                 | | Валерий Черный-58 (18+40) |

| Сезон | Соревнование | Регулярный сезон | Регулярный сезон | Регулярный сезон | Регулярный сезон | Регулярный сезон | Регулярный сезон | Регулярный сезон | Регулярный сезон | Регулярный сезон | Регулярный сезон | Регулярный сезон | Плей-офф  | Плей-офф  | Плей-офф  | Плей-офф  | Плей-офф  | Плей-офф | Лучший бомбардир             |
| Сезон | Соревнование |                  | Место            | И                | В                | ВО               | Н                | ПО               | П                | ЗШ               | ПШ               | О                | И         | В         | П         | ЗШ        | ПШ        | Результат | Лучший бомбардир             |
| ----- | ------------ | ---------------- | ---------------- | ---------------- | ---------------- | ---------------- | ---------------- | ---------------- | ---------------- | ---------------- | ---------------- | ---------------- | --------- | --------- | --------- | --------- | --------- | --- | ---------------------------- |
| 2002  | Суперлига    |                  | 8                | 51               | 26               | 1                | 3                | 18               | 3                | 128              | 113              | 86               | 3         | 0         | 3         | 2         | 10        | Проиграли серию в 1/4 финала 0-3(1:4,1:4,0:2) «Локомотиву Я». | Александр Фролов-32 (19+13)  |
| 2003  | Суперлига    |                  | 18               | 51               | 8                | 2                | 8                | 29               | 4                | 78               | 147              | 40               | Не попали | Не попали | Не попали | Не попали | Не попали | Не попали | Руслан Берников-25 (15+10)   |
| 2004  | Высшая лига  | Западная зона    | 6                | 60               | 25               | 6                | 2                | 2                | 25               | 138              | 133              | 91               | 4         | 1         | 3         | 10        | 12        | Проиграли серию в 1/8 финала 1-3(2:4,6:2,0:2,2:4) «Трактору». | Артем Востриков-27 (11+16)   |
| 2005  | Высшая лига  | Западная зона    | 7                | 52               | 25               | 1                | 7                | 1                | 18               | 150              | 123              | 85               | 3         | 0         | 3         | 7         | 11        | Проиграли серию в 1/8 финала 0-3(3:5,3:4б,1:2б) «Амуру». | Александр Трофимов-41 (9+32) |
| 2006  | Высшая лига  | Западная зона    | 1                | 56               | 37               | 3                | 3                | 0                | 13               | 198              | 118              | 120              | 17        | 11        | 6         | 40        | 44        | Выиграли серию в 1/8 финала 3-2(2:4,3:0,4:2,5:6,3:1) у «Металлурга С». Выиграли серию в 1/4 финала 3-1(5:1,3:2o,1:6,2:1) у «Торпедо НН». Выиграли серию в 1/2 финала 3-0(2:1,2:0,2:1o) у «Амура». Проиграли серию в финале 2-3(1:1(1:0б),1:1(3:2б),0:3,2:7,0:7) «Трактору». | Дмитрий Шамолин-69 (33+36)   |
| 2007  | Суперлига    |                  | 19               | 54               | 5                | 1                | 4                | 5                | 39               | 104              | 247              | 26               | Не попали | Не попали | Не попали | Не попали | Не попали | Не попали | Олег Губин-30 (13+17)        |

| Сезон | Соревнование | Регулярный сезон                  | Регулярный сезон | Регулярный сезон | Регулярный сезон | Регулярный сезон | Регулярный сезон | Регулярный сезон | Регулярный сезон | Регулярный сезон | Регулярный сезон | Регулярный сезон | Регулярный сезон | Плей-офф  | Плей-офф  | Плей-офф  | Плей-офф  | Плей-офф  | Плей-офф | Лучший бомбардир             |
| Сезон | Соревнование |                                   | Место            | И                | В                | ВО               | ВБ               | ПБ               | ПО               | П                | ЗШ               | ПШ               | О                | И         | В         | П         | ЗШ        | ПШ        | Результат | Лучший бомбардир             |
| ----- | ------------ | --------------------------------- | ---------------- | ---------------- | ---------------- | ---------------- | ---------------- | ---------------- | ---------------- | ---------------- | ---------------- | ---------------- | ---------------- | --------- | --------- | --------- | --------- | --------- | --- | ---------------------------- |
| 2008  | Высшая лига  | Западная зона                     | 9                | 60               | 22               | 3                | 6                | 4                | 3                | 22               | 232              | 214              | 91               | 3         | 0         | 3         | 9         | 14        | Проиграли серию в 1/8 финала 0-3 (3:4, 4:6, 2:4) «Автомобилисту». | Михаил Анисин-63 (36+27)     |
| 2009  | Высшая лига  | Дивизион Запад МХК Крылья Советов | 4                | 66               | 33               | 3                | 3                | 6                | 5                | 16               | 184              | 159              | 122              | 15        | 12        | 3         | 75        | 43        | Выиграли серию в 1/16 финала 3-0 (2:1, 4:1, 6:4) у «ХК Белгород». Выиграли серию в 1/8 финала 3-0 (7:1, 11:2, 7:3) у «Рыси». Выиграли серию в 1/4 финала 3-0 (4:3, 3:0, 3:1) у «Автомобилиста». Выиграли серию в 1/2 финала 3-0 (4:3, 3:0, 3:1) у «Нефтяника». Проиграли серию в финале 0-3 (1:5, 4:6, 1:2o) «Югре». | Дмитрий Гоголев-73 (25+48)   |
| 2009  | Высшая лига  | Дивизион Запад ПХК Крылья Советов | 9                | 66               | 18               | 4                | 4                | 1                | 1                | 38               | 177              | 224              | 72               | Не попали | Не попали | Не попали | Не попали | Не попали | Не попали | Александр Полушин-42 (22+20) |
| 2010  | Высшая лига  | Дивизион Запад ПХК Крылья Советов | 2                | 54               | 27               | 1                | 7                | 3                | 2                | 14               | 187              | 143              | 102              | 3         | 0         | 3         | 9         | 14        | Проиграли серию в 1/8 финала 1-3(5:5(0:1б),3:2,6:3,2:6,1:2) «Титану». | Сергей Шаламай-39(17+22)     |
| 2011  | ВХЛ          | Западная конференция              | 5                | 56               | 19               | 3                | 7                | 1                | 0                | 26               | 163              | 172              | 78               | 5         | 2         | 3         | 12        | 17        | Проиграли серию в 1/8 финала 2-3(1:3,4:2,4:3,0:5,3:4) ХК ВМФ. | Руслан Берников-33 (16+17)   |

| Сезон     | Соревнование | Регулярный сезон     | Регулярный сезон | Регулярный сезон | Регулярный сезон | Регулярный сезон | Регулярный сезон | Регулярный сезон | Регулярный сезон | Регулярный сезон | Регулярный сезон | Регулярный сезон | Регулярный сезон | Плей-офф  | Плей-офф  | Плей-офф  | Плей-офф  | Плей-офф  | Плей-офф                                                      | Лучший бомбардир                 |
| Сезон     | Соревнование |                      | Место            | И                | В                | ВО               | ВБ               | ПБ               | ПО               | П                | ЗШ               | ПШ               | О                | И         | В         | П         | ЗШ        | ПШ        | Результат                                                     | Лучший бомбардир                 |
| --------- | ------------ | -------------------- | ---------------- | ---------------- | ---------------- | ---------------- | ---------------- | ---------------- | ---------------- | ---------------- | ---------------- | ---------------- | ---------------- | --------- | --------- | --------- | --------- | --------- | ------------------------------------------------------------- | -------------------------------- |
| 2016/2017 | МХЛ          | Западная конференция | 14               | 56               | 12               | 0                | 1                | 3                | 3                | 37               | 109              | 191              | 44               | Не попали | Не попали | Не попали | Не попали | Не попали | Не попали                                                     | Артем Садретдинов — 35 (17+18)   |
| 2017/2018 | МХЛ          | Западная конференция | 7                | 64               | 24               | 2                | 3                | 3                | 7                | 25               | 171              | 179              | 92               | 3         | 0         | 3         | 8         | 15        | Проиграли серию в 1/8 финала 0-3 (3:6,2:4,3:5) «СКА-1946».    | Владимир Михасёнок — 51 (18+33)  |
| 2018/2019 | МХЛ          | Западная конференция | 9                | 64               | 25               | 5                | 4                | 4                | 3                | 23               | 178              | 170              | 75               | Не попали | Не попали | Не попали | Не попали | Не попали | Не попали                                                     | Ефим Мишкин — 43 (23+20)         |
| 2019/2020 | МХЛ          | Западная конференция | 10               | 64               | 23               | 2                | 5                | 3                | 4                | 27               | 165              | 177              | 67               | Не попали | Не попали | Не попали | Не попали | Не попали | Не попали                                                     | Евгений Погонченков — 46 (12+34) |
| 2020/2021 | МХЛ          | Западная конференция | 9                | 64               | 30               | 3                | 3                | 2                | 2                | 24               | 161              | 151              | 76               | Не попали | Не попали | Не попали | Не попали | Не попали | Не попали                                                     | Артём Дидковский — 44 (11+33)    |
| 2021/2022 | МХЛ          | Западная конференция | 7                | 64               | 30               | 3                | 5                | 1                | 2                | 23               | 174              | 158              | 79               | 3         | 0         | 3         | 8         | 12        | Проиграли серию в 1/8 финала 0-3 (4:5,3:5,1:2 ОТ) «СКА-1946». | Иван Гуськов — 67 (26+41)        |